# Кортичеле (Салерно)
Кортичеле је насеље у Италији у округу Салерно, региону Кампанија.
Према процени из 2011. у насељу је живело 306 становника. Насеље се налази на надморској висини од 175 м.